# Estanyols del Solà de la Portella
Els Estanyols del Solà de la Portella és un grup de petits estanys de muntanya situat a 2.193,5 m alt del terme comunal de Font-rabiosa, a la comarca del Capcir, de la Catalunya del Nord.
Estan situats a l'extrem nord-occidental del terme de Font-rabiosa, a ponent de les Bassetes, al nord de l'Estany de la Portella d'Orlú, al nord-oest de l'Estany de la Portella i a l'oest dels Estanyols de la Portella.